# Julius Yego
Julius Yego (Cheptonon, 4 de janeiro de 1989) é um atleta queniano, campeão mundial e medalhista olímpico do lançamento de dardo. Tem a apelido de "Mr. Youtube" no mundo do atletismo, por ter aprendido as primeiras técnicas do lançamento de dardo em vídeos da plataforma.

## Carreira
Yego teve o interesse pelo dardo na juventude e usou o Youtube para melhorar a técnica e aprender com campeões consagrados da modalidade como Jan Železný e Andreas Thorkildsen, e como treinar em ginásios. Daí vem seu apelido no atletismo, "Mr. Youtube". Em 2006, aos 17 anos, ele foi campeão queniano júnior e quebrou o recorde do país com um lançamento de 67 metros. Mais conhecido por ser um país com formação de corredores de longa distância, Yego, um lançador de dardo, começou a ascender ao topo do atletismo queniano. Aos 19 anos, em 2008, foi campeão queniano adulto e conquistou o título também nos dois anos seguintes.
Em 2010 teve sua primeira participação num evento internacional fora do país, os Jogos da Commonwealth em Nova Delhi, Índia, onde ficou em sexto lugar. Até então, dada a falta de popularidade de sua  modalidade num país de corredores, continuava treinando sem técnico, aprendendo o que via nos vídeos do Youtube. Nos Jogos Pan-Africanos de 2011, em Moçambique, se tornou o primeiro queniano a ganhar a medalha de ouro no dardo, estabelecendo novo recorde nacional, com uma marca de 78,34 m. Reconhecendo este feito e conhecendo as condições de treinamento de Yego, a IAAF lhe deu um bolsa de estudos para treinar seis meses na Europa com alguns dos mais reconhecidos técnicos do lançamento de dardo, como preparação para o Jogos de Londres 2012.
Após dois meses de treino na Finlândia, ele retornou ao Quênia e estabeleceu novo recorde queniano numa competição local. Em julho, pouco antes das Olimpíadas, voltou à Finlândia e mais uma vez quebrou seu próprio recorde com 81,12 m, o que o classificou  para a Oiímpíada e o tornou o primeiro queniano na história a disputar o lançamento de dardo em Jogos Olímpicos. Yego chegou à final da prova mas não conseguiu medalhas.
Em Moscou 2013, seu primeiro Mundial, ele ficou em quarto lugar, quebrou novamente o recorde nacional e foi o primeiro queniano numa final do dardo num Campeonato Mundial de Atletismo.
Depois de um ouro nos Jogos da Commonwealth de 2014 em Glasgow, Escócia, onde derrotou o campeão olímpico de Trinidad e Tobago Keshorn Walcott, ele se tornou campeão mundial em Pequim 2015, alcançando a marca de 92,72 m, sua melhor marca da carreira, recorde queniano, recorde do campeonato mundial e recorde da África.
Participando de sua segunda Olimpíada, Rio 2016, Yego conquistou uma medalha de prata; ela foi conseguida com apenas uma marca feita – 88,24 m –já que ele machucou o ombro após este primeiro lançamento e teve que se retirar da prova. Nos anos posteriores ele conquistou uma medalha de ouro nos Jogos Pan-Africanos de 2019 em Rabat, Marrocos, mas não obteve mais medalhas em Mundiais ou Jogos Olímpicos.